# Marquee Club

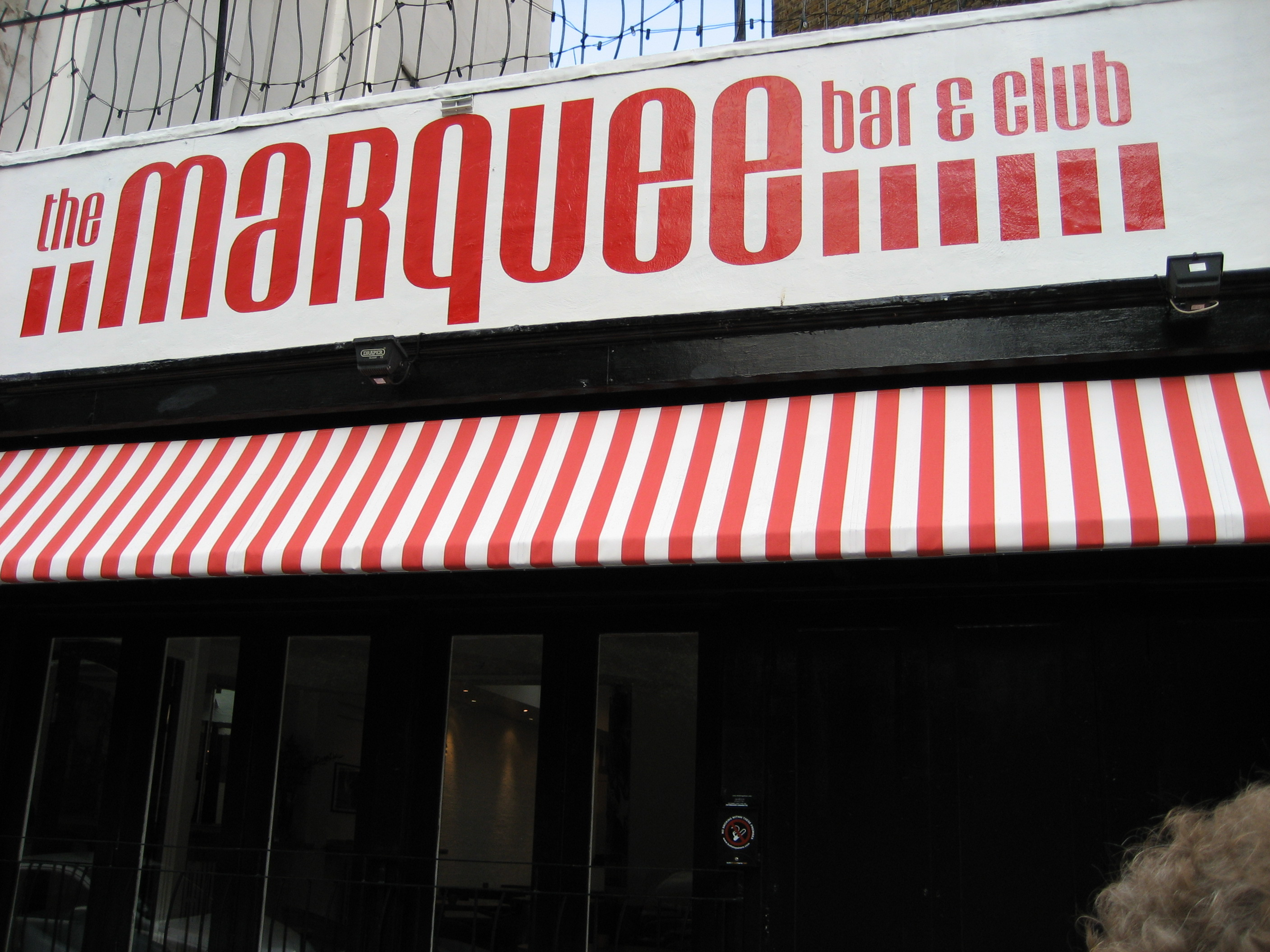
Marquee Club, n° 14 di Upper Saint Martins Lane, Covent Garden, Londra, agosto 2007

Il Marquee Club è un locale, cosiddetto music club, di Londra, in cui hanno suonato innumerevoli artisti jazz, rock, blues e skiffle.

## Storia

### Prima sede: Oxford Street
Già dal XVIII secolo Soho era diventato il polo di intrattenimento principale di Londra; fu proprio in questo quartiere che prese vita la scena skiffle nel 1956 e fu sul finire degli anni cinquanta che vi fiorirono una serie di famosi locali che offrivano concerti di jazz e skiffle e di studi di registrazione. La maggior parte di questi locali col tempo chiusero e solo il Marquee sopravvisse a lungo, adattandosi al mutamento dei gusti del pubblico offrendo nuovi generi musicali, in linea con le mode musicali che a mano a mano emergevano, come il rock progressivo e la new wave.
Fu a Soho che il locale fu aperto il 19 aprile 1958, al n° 165 di Oxford Street, da Harold Pendleton, un appassionato di jazz e blues che si era trasferito a Londra dal Merseyside; prese il posto di una sala da ballo, la Marquee Ballroom, che aveva ospitato concerti jazz senza troppa fortuna.
In precedenza Pendleton era diventato il segretario dell'influente National Federation of Jazz Organisations della Gran Bretagna, al cui interno portò idee nuove come l'organizzazione di alcune date a Londra di Muddy Waters; dopo che ebbe rilevata la gestione dalla "ballroom" ebbe subito un grande successo con il jazz ed entro fine anno ebbe al venerdì sera come ospiti fissi i jazzisti della Johny Dankworth Orchestra e la Alexis Korner's Blues Incorporated; nel 1962 iniziò le serate dedicate al rhythm and blues con lo stesso Korner e Cyril Davies, che debbono parte del loro successo iniziale a questo club.
Pendleton creò una consociata, la Marquee Productions, la quale, fra le varie attività, organizzò in diverse località dal 1961 al 1988 il National Jazz Festival che, per molti anni, fu fra gli appuntamenti musicale più importanti del paese. Nel 1962 i Rolling Stones cominciarono a suonare in pianta stabile al club come gruppo spalla di altre band rhythm and blues. Entro fine anno Brian Auger, John Mayall and the Bluesbreakers, gli Yardbirds con Eric Clapton ed il leggendario bluesman americano Sonny Boy Williamson II ebbero una serata settimanale fissa al Marquee; con l'affermarsi del blues in questo periodo le serate jazz cominciarono a scemare.

### Seconda sede: Wardour Street
Alla fine del 1963 arrivò il preavviso di sfratto e Pendleton trovò un locale adatto nelle vicinanze, al n° 90 di Wardour Street, dove il Marquee si trasferì il 13 marzo 1964. La serata d'apertura vide l'esibizione di Williamson, degli Yardbirds, di Long John Baldry e degli Hoochie Coochie Men con Rod Stewart. Il locale era strapieno e ben 600 persone non riuscirono a entrare restando fuori. Per i 24 anni successivi, il locale ospitò importanti rock band. Fu anche teatro del primo incontro tra il bassista Chris Squire e il cantante Jon Anderson, svolgendo così un importante ruolo nella nascita del gruppo progressive Yes.
Negli anni sessanta e settanta, tra gli altri, suonarono al Marquee: Graham Bond (registrando un LP durante la sua esibizione nel locale), Skrewdriver, Pink Floyd, The Who, Buddy Guy, David Bowie, Led Zeppelin, Soft Machine, Rolling Stones, Van der Graaf Generator, Genesis, Jethro Tull, Dire Straits, AC/DC, Jimi Hendrix, Queen e Yes.
Nella seconda metà degli anni settanta il Marquee club recepì l'affermarsi della scena punk e new wave e furono invitate band come Clash, The Jam, Ultravox, The Pretenders, The Police, The Cure, Joy Division, Adam and the Ants, The Damned, Generation X, Siouxsie and the Banshees, e i Sex Pistols.

### I Marquee Studios
I musicisti che venivano a suonare al Marquee da fuori Londra avevano l'esigenza di avere uno studio di registrazione nelle vicinanze, e fu per questo che nel 1967 vennero inaugurati i Marquee Studios in un edificio attiguo al club.
Tra i vari artisti che qui hanno inciso i loro dischi vi sono: Elton John, i Marillion, Vangelis, The Clash, Daevid Allen, Elliot Murphy, i Penny Peeps di Martin Barre, Ralph McTell, Graham Bonnet, i Toyah di Toyah Willcox, i Killing Joke e i Dead Or Alive.

### Anni ottanta
Nel 1985, gli Wham! di un allora giovanissimo George Michael e del compagno di ventura Andrew Ridgeley, ambientarono nel club il videoclip di uno dei loro ultimi 45 giri prima dello scioglimento, la popolare I'm Your Man, riprendendo sia l'interno, dove simulano in playback un concerto dal vivo su un piccolo palco allestito proprio sotto la grande scritta «Marquee», sia l'esterno del locale, di cui utilizzano soltanto l'ingresso, per un'esilarante gag dai toni ironici, che vede coinvolto l'allora manager del duo, Simon Napier-Bell. Nella finzione, dopo aver tentato invano di attirare i passanti distribuendo dei volantini, George chiama Simon al telefono per lamentarsi della scelta di suonare al Marquee, un locale che, a detta del cantante, sarebbe "inadatto per una band che ha venduto milioni di dischi".
Negli studi di registrazione del Marquee i Matt Bianco realizzarono nel 1986 parte del loro album eponimo, con cui lanciarono la loro nuova formazione, composta dal vocalist Mark Reilly e dal tastierista Mark Fisher, quest'ultimo proveniente dagli Wham!, di cui era uno dei turnisti all'epoca del videoclip di I'm Your Man.
Tra gli altri ospiti del Marquee negli anni ottanta, si possono ricordare: Ten Years After, DAF, Iron Maiden, Guns N' Roses, Marillion, U2, Duran Duran, Thompson Twins, Wilko Johnson, Erasure, Motörhead, AC/DC, Def Leppard e Hanoi Rocks. Sempre negli anni '80 anche gli italiani Vanadium girarono nel locale il video del brano Easy Way To Love (dall'album Born to Fight) che fu utilizzata come sigla di Discoring.

### L'abbandono della sede di Wardour Street
Nel 1988 una commissione constatò che la facciata dell'edificio che ospitava il Marquee aveva avuto dei cedimenti a causa delle vibrazioni prodotte dall'alto volume della musica e che, per questioni di sicurezza pubblica, l'edificio doveva essere demolito. Per la serata di chiusura fu tenuto un concerto di Joe Satriani. Aveva così fine il 18 luglio 1988 la storia della sede di Wardour Street: con il trasferimento si registrarono altri due avvenimenti importanti, l'abbandono di Pendleton e la chiusura dei Marquee Studios che, a differenza del club, non avrebbero mai più riaperto.
Il Marquee Club si trasferì al n° 105 di Charing Cross Road, ingrandendosi per poi chiudere nel 2001. La serata di apertura vide un concerto dei Kiss. In seguito il marchio «Marquee Club» sarebbe stato acquisito da due diversi imprenditori, di cui il primo aprì a Islington e il secondo a Leicester Square, ma nessuno dei due riuscì però a riconquistare i favori del pubblico, nonostante alcuni concerti di band di visibilità internazionale come ad esempio i Primal Scream.

### Il declino
Nel 1992 saranno gli Europe a girare al Marquee il video del loro singolo Halfway to Heaven, mentre nel 1993 i Dream Theater vi registrarono l'album dal vivo Live at the Marquee. Nel 2002 il locale fu nuovamente rilanciato a Islington, in Parkfield Street, da una società di cui faceva parte Dave Stewart, musicista che con Annie Lennox formava gli Eurythmics, ma ebbe vita breve: dopo appena sei mesi gravi problemi economici portarono alla nuova chiusura. Nel 2004 il Marquee torna a Soho, al n° 1 della centrale Leicester Square, dove si trovava il celebre The Club, ma viene chiuso nuovamente nel gennaio del 2006 a causa di problemi con la licenza relativi all'orario di chiusura.
Nell'agosto del 2007 l'imprenditore irlandese Nathan Lowry, nuovo proprietario del marchio «Marquee», e già proprietario del Marquee di Leicester Square, ha aperto al n° 14 di Upper Saint Martins Lane, a pochi passi da Covent Garden, un nuovo locale col nome Marquee Bar & Club che però chiuse nel febbraio del 2008 per un'ordinanza comunale per la demolizione dell'edificio. Gli ultimi proprietari del marchio "Marquee Club" stanno tentando di rilanciarne l'immagine organizzando concerti in altri club londinesi, ma al momento non c'è in programma l'eventuale riapertura di una nuova sede.